# Haptophyta
Хаптофите (Haptophyta) су група аутотрофних, осмотрофних или фаготрофних протиста (алги), која већином насељава морске екосистеме. Хаптофите су углавном једноћелијске, али се јављају и трихални и колонијални облици. Иако ситни, ови организми имају веома велику и важну улогу у геохемијским циклусима угљеника и сумпора. Наиме, већина ствара у својим ћелијским омотачима коколите, плочице од калцијум карбоната које се након угинућа алги таложе на морском дну стварајући кречњак. Неке од врста су значајне и због токсичности за водене организме (у првом реду рибе).
Ћелије хаптофита у већини случајева поседују два бича, постављена апикално или субапикално у папили или бразди на ћелијском омотачу. Између бичева налази се, код већине врста, хаптонема, кончаста творевина са више функција (између осталог, хватање плена). Унутар ћелије налази се 1—4 хлоропласта са пиреноидима, чије су спољашње мембране у континууму са спољашњим мембранама једарног овоја. Једро се обично налази у задњем делу ћелије. Резервна материја је углавном хризоламинарин. Од пигмената, срећу се хлорофили a, c1 и 2 (код представника класе Prymnesiophyceae среће се и хлорофил c3), β-каротен, дијадиноксантин, дијатоксантин.